# ولكوت باليستير
ولكوت باليستير (13 ديسمبر 1961 - 6 ديسمبر 1991) (بالإنجليزية: Wolcott Balestier)‏ هو كاتب ومحرِّر أمريكي، اشتهر بصورة رئيسية بفضل علاقته مع الأديب الذي حصل لاحقاً على جائزة نوبل روديارد كيبلينغ. كتب ولكوت باليستير ثلاث روايات. وتوفِّي في 1891 بعد إصابته بحمى التيفود، وفي نفس عام وفاته تزوجت أخته بروديارد كيبلينغ. لم تترجم بعد أياً من أعماله إلى العربية.

## مؤلفاته
- «A Patent Philter» (رواية، نشرت متسلسلةً في صحيفة «منبر نيو يورك» في 1884).
- «A Victorious Defeat» (نُشِر في 1886).
- «The Naulahka» (بالاشتراك مع روديارد كيبلينغ، نُشرت بعد وفاته في 1892).

## وصلات خارجية
- ولكوت باليستير على موقع الموسوعة البريطانية (الإنجليزية)

- "Balestier,%20Wolcott"%20OR%20subject:"Wolcott%20Balestier"%20OR%20creator:"Balestier,%20Wolcott"%20OR%20creator:"Wolcott%20Balestier"%20OR%20creator:"Balestier,%20W."%20OR%20title:"Wolcott%20Balestier"%20OR%20description:"Balestier,%20Wolcott"%20OR%20description:"Wolcott%20Balestier")%20OR%20("1861-1891"%20AND%20Balestier))%20AND%20(-mediatype:software) مؤلفات ولكوت باليستير متوفرة بالإنجليزية على أرشيف الإنترنت. (بالإنجليزية)